# Божедар (герб)
Божедар (Божездар, Божий випадок, пол. Bożezdarz, Bosze Zdarz, Bożedarz, Boże Zdarz) — шляхетський герб польського походження.

## Історія
Герб наданий в Буді в 1442 році королем Владиславом III Варненчиком Єжи Шварцу (пол. Jerzy Szwarc), міщанину і райці Кракова.

## Опис
У синьому полі срібний рівнораменний хрест, на кінцях якого по чорній лілеї, у клейноді п'ять павиних пір'їн, а на них хрест, подібний розміщеному на щиті. Намет синій, підбитий сріблом.

## Роди
Вечореки (Вечорки) (Wieczorek), Вечорковські (Wieczorkowski), Дмішевичі (Dmiszewicz), Камінські (Kamiński), Римкевичі (Rymkiewicz), Ринкевичі (Rynkiewicz), Цєшковські (Cieszkowski), Шварци (Szwarc).